# Astrid Vierthaler
Astrid Vierthaler (Hallein, 30 novembre 1982) è un'ex sciatrice alpina austriaca.

## Biografia
Originaria di Filzmoos e attiva in gare FIS dal dicembre del 1997, in Coppa Europa la Vierthaler esordì il 19 gennaio 1999 a Lachtal in slalom speciale, senza completare la prova, e conquistò la prima vittoria, nonché primo podio, il 10 gennaio 2001 a Tignes in supergigante; ai Mondiali juniores di Verbier 2001 vinse la medaglia d'oro nella discesa libera. Nel 2002 ottenne il miglior piazzamento in Coppa del Mondo, il 13 gennaio a Saalbach-Hinterglemm in combinata (9ª), e ai successivi Mondiali juniores di Tarvisio vinse la medaglia d'argento nella discesa libera.
In Coppa Europa conquistò l'ultima vittoria il 22 gennaio 2004 a Innerkrems in discesa libera e l'ultimo podio il 2 febbraio 2005 a Sarentino nella medesima specialità (3ª). Prese per l'ultima volta il via in Coppa del Mondo il 26 febbraio successivo a San Sicario, sempre in discesa libera (18ª), e si ritirò al termine di quella stessa stagione 2004-2005; la sua ultima gara fu uno slalom gigante FIS disputato il 3 marzo a Brigels, non completato dalla Vierthaler. In carriera non prese parte a rassegne olimpiche o iridate.

## Palmarès

### Mondiali juniores
- 2 medaglie:
  - 1 oro (discesa libera a Verbier 2001)
  - 1 argento (discesa libera a Tarvisio 2002)

### Coppa del Mondo
- Miglior piazzamento in classifica generale: 70ª nel 2002

### Coppa Europa
- Miglior piazzamento in classifica generale: 7ª nel 2004
- 10 podi:
  - 3 vittorie
  - 4 secondi posti
  - 3 terzi posti

#### Coppa Europa - vittorie
| Data            | Località    | Paese   | Specialità |
| --------------- | ----------- | ------- | ---------- |
| 10 gennaio 2001 | Tignes      | Francia | SG         |
| 15 marzo 2001   | Piancavallo | Italia  | GS         |
| 22 gennaio 2004 | Innerkrems  | Austria | DH         |

Legenda:

DH = discesa libera

SG = supergigante

### Campionati austriaci
- 3 medaglie:
  - 1 oro (discesa libera nel 2003)
  - 1 argento (supergigante nel 2001)
  - 1 bronzo (combinata[senza fonte] nel 2003)